# Déodat de Caylus
Déodat de Caylus ou Déodat III de Sévérac (av. 1182 – après 1250), seigneur de Combret et Caylus, est un baron rouergat et un croisé.

## Biographie
Il est le fils de Pierre de Combret, vicomte d'Ayssènes et de Combret, et de Marie de Caylus, dame héritière d'une partie des biens de la seigneurie de « Caylus » en 1182,. Cette seigneurie s'étendait à ce moment-là autour de Saint-Affrique englobant quatre châteaux. Celui du hameau de Bournac au nord-ouest, de Roquefort-sur-Soulzon au nord-est, de Versols au sud et bien sûr celui de Caylus.
Sa mère, Marie, était fille de Déodat de Caylus, seigneur de Caylus († av. 1182) et nièce de Pierre de Caylus († 1182). Le second ayant vraisemblablement hérité des biens de son frère. Marie possédait déjà le château de Bournac puis hérita de la moitié des biens du Château de Caylus et de la ville de Saint-Affrique. Ses cousins, Pierre et Arnaud se partagèrent l'autre moitié et héritèrent respectivement du château de Verzols et de celui de Roquefort. Marie eut deux fils, Déodat et Pierre qui sont qualifiés de co-seigneurs de Montlaur, de Montaigut et d'Ayssenes dans un titre de 1206. Déodat de Caylus, en se mariant avec Irdoine en 1209, se trouve possesseur des deux importantes baronnies de Sévérac (1212) et de Canillac.

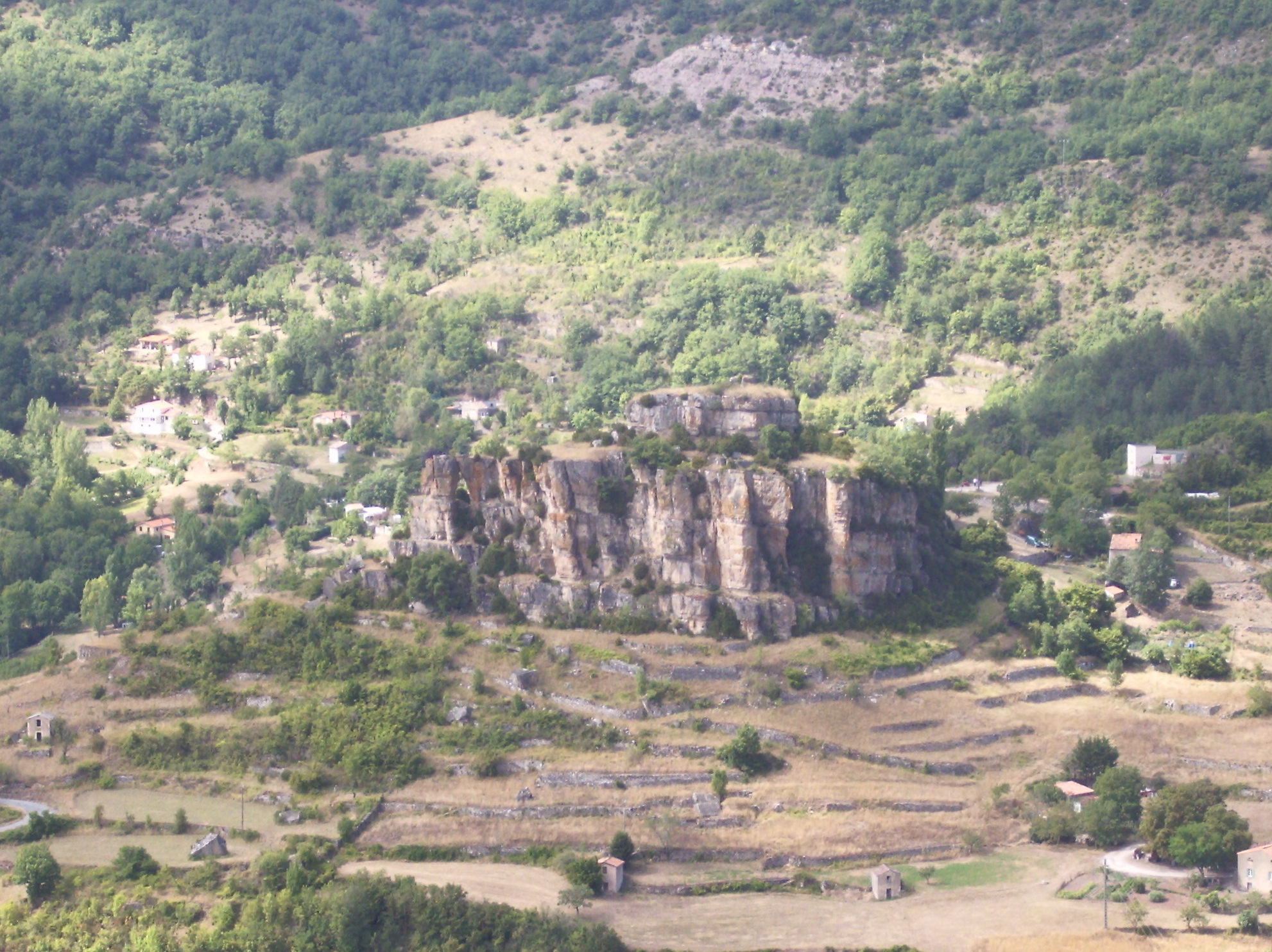
Ruines (?) du château de Caylus sur le rocher de Caylus qui domine la ville de Saint-Affrique.

Les milieux ecclésiastiques pensent que Sévérac est un repaire de bandits et d’hérétiques qu’il faut réduire au silence. Déodat dit le Cathare, par ses soi-disant méfaits et sa foi bien réelle, s'attire les foudres des barons du Nord et de la croisade contre les Albigeois, guidée par Simon IV de Montfort. Sévérac est un bourg du Rouergue relativement lointain de ce que l'Église appelle les « foyers d'hérésie », dans une région peu touchée par le catharisme et éloignée des événements toulousains. La croisade contre les Albigeois est amenée dans cette province par l’évêque de Rodez Pierre de La Treille, qui veut se débarrasser de Déodat.
Simon IV de Montfort, après avoir reçu l'hommage du comte de Rodez, décide de réduire le château de Sévérac. Il envoie d'abord sommer le seigneur de lui remettre son château, et sur son refus, il détache une partie de ses troupes sous les ordres de Guy de Montfort-Castres, son frère, qui s'empare du bourg. Déodat soutient, en novembre 1214, le siège de Sévérac fait par Simon de Montfort. Les croisés se logent dans les maisons du bourg, il dresse ses batteries contre le château et le serre de si près que les assiégés, qui manquent de vivres, sont obligés de se rendre le 21 novembre 1214.
Simon IV de Montfort en confie la garde à l’évêque de Rodez et à Pierre Bermond d’Anduze (1190–1215), seigneur d’Anduze et de Sauve, mari de Constance de Toulouse. Mais il ne tarde pas à rendre au seigneur de Sévérac tous ses domaines, et même son château dont il reçoit hommage.

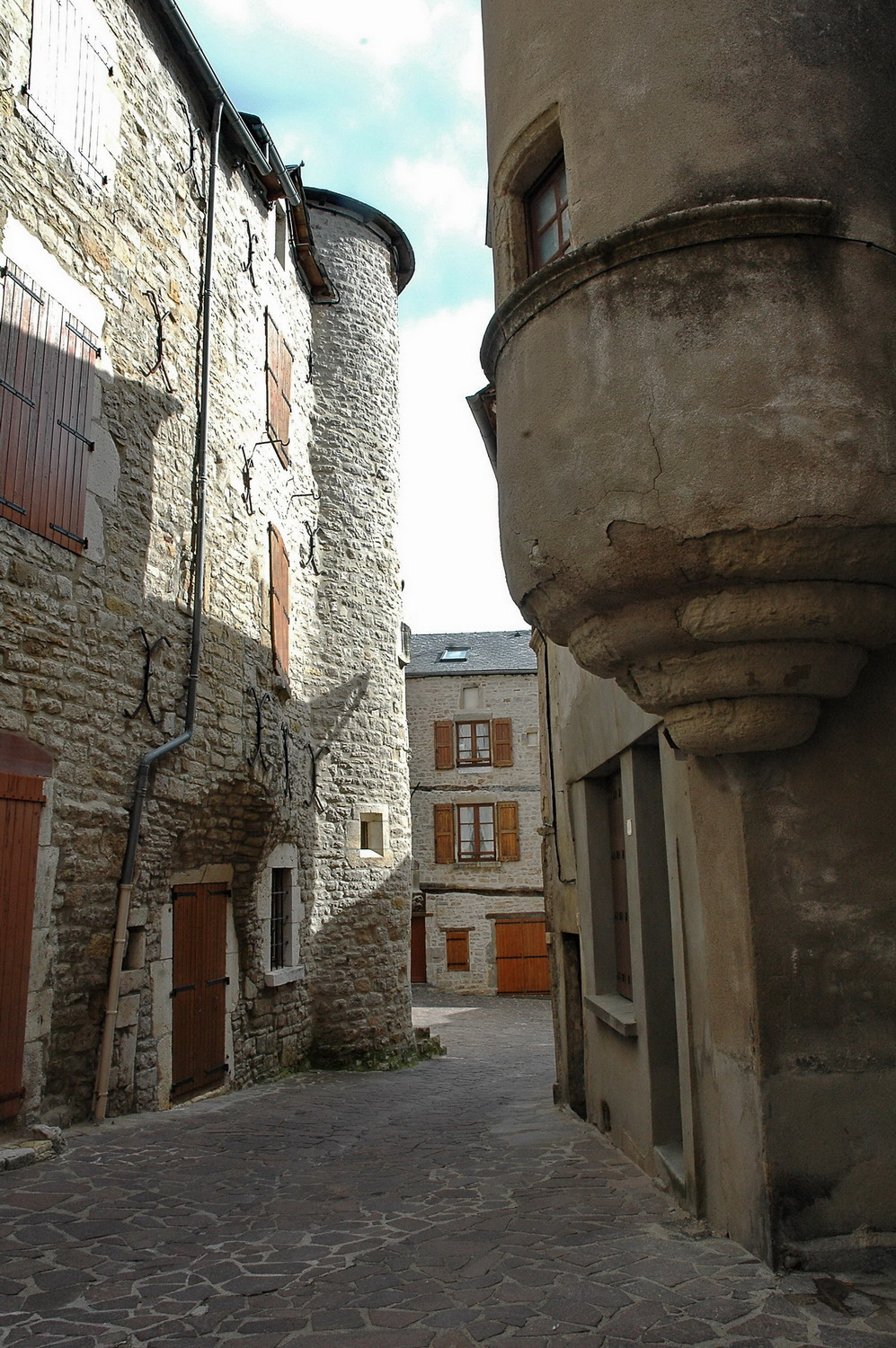
Le bourg de Sévérac est lui-aussi entouré de remparts.

Henri Ier de Rodez, comte de Rodez parvient à convaincre en septembre 1216 l’évêque de Rodez, Pierre de la Treille, le seigneur de Séverac, Déodat de Caylus, et plusieurs autres nobles et barons du Rouergue qu’il faut résister à Simon IV de Montfort, juste avant la bataille de Muret qui a lieu le 12 septembre 1213.
En 1227, Déodat fait la guerre à évêque de Mende[pourquoi ?].
Déodat est mandé par le roi saint Louis, en 1236, pour le servir contre Thibault, comte de Champagne et roi de Navarre. Pendant la minorité de Louis IX, Thibaut Ier de Navarre rassemble autour de lui quelques barons formant une ligue des grands vassaux qui veulent s'opposer au sacre du jeune roi. Déodat de Caylus se rend avec six hommes à l'armée que le roi fait assembler à cet effet au bois de Vincennes. Thibaut Ier de Navarre trahit ses alliés et se rend rapidement auprès du roi et se soumet. Déodat accompagne le roi pendant les combats.
Bosc raconte que Raymond VII, comte de Toulouse, pour punir le seigneur de Caylus de ce qu'il a pris les armes contre lui, s'empare, le 5 mai 1238, de son château et le fait démanteler.
Déodat de Caylus et sa femme Marie, donnent à Tiburge de Vintrom, abbesse de Nonenque, une abbaye de moniales cisterciennes à Marnhagues-et-Latour, le village de La Peyre, en 1246.
Ce Déodat et Arnaud de Caylus prennent part à la septième croisade croisade, entreprise par saint Louis, en 1246. Leurs armes figurent dans la troisième des salles des Croisades du château de Versailles. Un emprunt de 400 livres est fait par Déodat de Caylus, Hugues de Curières et cinq autres chevaliers garanti par le comte Alphonse de Poitiers, à Acre, en 1250.
Déodat de Caylus est certainement mort en Terre Sainte, après 1250.[réf. nécessaire] À cette époque il est probablement déjà très âgé.

## Sources